# Гьоре Спирков
Георги Иванов Спирков, известен като Гьоре Ленищанец и Гьоре Мориховски, е български революционер, прилепски войвода на Вътрешната македоно-одринска революционна организация.

## Биография
Гьоре Спирков е роден през 1870 година в прилепското село Ленище, тогава в Османската империя. Остава без образование. От 1899 година е член на ВМОРО и ръководи селския революционен комитет в Ленища. От края на 1900 година до 1903 година е в затвора, а след това е четник при Петър Ацев и участва в Илинденско-Преображенското въстание.
След потушаването на въстанието е назначен за районен войвода. През 1905 година Трайко Краля, Петър Ацев, Гьоре Спирков и Кръстьо Гермов правят среща с Глигор Соколович, който с фалшиви документи ги убеждава да го допуснат в Македония.
| Чета на Гьоре Спирков, 7 октомври 1906 година | Чета на Гьоре Спирков, 7 октомври 1906 година | Чета на Гьоре Спирков, 7 октомври 1906 година | Чета на Гьоре Спирков, 7 октомври 1906 година | Чета на Гьоре Спирков, 7 октомври 1906 година |
| Номер                                         | Име                                           | Селище                                        | Околия                                        | Забележка                                     |
| --------------------------------------------- | --------------------------------------------- | --------------------------------------------- | --------------------------------------------- | --------------------------------------------- |
| 1.                                            | Гьоре Спирков                                 | Ленище                                        | Прилепска                                     | завърнал се                                   |
| 2.                                            | Иван Смичков                                  | Прилеп                                        | Прилепска                                     | завърнал се                                   |
| 3.                                            | Петър Василев                                 | Прилеп                                        | Прилепска                                     | завърнал се                                   |

Заедно с другата прилепска чета на Мирчо Найденов участва в битката на Ножот през юли 1907 година. Обединената чета на Тане Николов, Гьоре Спирков и Мирчо Найденов е обградена от аскер при Топлица. При бягството на четите Гьоре Спирков е тежко ранен и се самоубива на 15 август (нов стил: 28 август) 1907 година. В сражението е ранен Ташко от Воденско, и са убити Йордан Драндарев от Пловдив, Никола Странжата от Хасково, Христоско от Пловдив, Пиле от реканските села, Диме от Фариш и други.